# أنزين سان أوبين
أنزين سان أوبين (بالفرنسية: Anzin-Saint-Aubin)‏ هي بلدية تقع في إقليم باد كاليه من منطقة نور با دو كاليه في شمال فرنسا. تبلغ مساحة هذه المدينة 5.13 (كم²)، وترتفع عن سطح البحر 68 م، يبلغ عدد سكانها 2742 نسمة حسب إحصاء المعهد الوطني للإحصاء والدراسات الاقتصادية سنة 2009 م. وترأس David Hecq البلدية خلال فترة (2008-2014).